# Marko Malenica
Marko Malenica (Nova Gradiška, 8. veljače 1994.) hrvatski je nogometaš koji trenutačno igra za Osijek kao vratar.